# Плаћање по клику
Плаћање по клику (енгл. pay-per-click, PPC), у интернет маркетингу представља начин оглашавања у ком оглашивач плаћа надокнаду за оглашавање према броју прегледа огласа, тј. према броју прегледа који су прикази изазвали. Функционише по принципу надметања (лицитације) како би се плаћало само када посетилац интернет странице на којој се налази оглас прегледа оглас на одређеној страни сајта.
Такав облик плаћања накнаде оглашавања присутан је од средине 1990-их година 20. века. Данас овај модел оглашавања користе платформе ѕа оглашавање великих интернет претраживача попут Гугл-а и Јаху-а. Своју велику популарност дугује могућности плаћања поврата инвестиције. За успешну PPC кампању, потребно је обратити пажњу на мерење конверзија, одређивање прихватљивог буџета, проналажење кључних речи специфичних за браншу, уметност доброг писања реклама и обезбеђивање квалитета огласа и одредишног садржаја. 
Појам се често меша са термином плаћања прегледа (енгл. Pay-to-click, PTC), у ком купац мора прво да плати мању надокнаду како би могао видети оглас.

## PPC термини
- CPC – износ који оглашивачи плаћају за сваки клик на њихов оглас.
- Ad Rank – начин на који Гоогле и остали претраживаћи рангирају огласе.
- Impression – прикази означавају колико пута је оглас виђен; ова метрика је најважнија у кампањама које се фокусирају на препознавање бренда.
- CPM (Cost Per Mile) – цена за хиљаду приказа, често се користи за видео огласе.
- Conversion Rate – проценат људи који су извршили жељену активност (Call To Action) након што су посетили страницу кликом на оглас.
- Landing Page – страница на коју корисници долазе након што кликну на оглас.
- Ad Extensions – додаци тексту које је продавац написао; то могу бити информације на које је могуће кликнути, као што су адреса, број телефона, е-пошта, спољашње везе, итд. На овај начин корисници имају могућност да сазнају више о понуди и продавцу.[3]